# Bambusa textilis
Bambusa textilis és un bambú gegant originari de la Xina, a Europa les canyes poden arribar a 10 metres d'alçada i 90 mil·límetres de diàmetre.

## Característiques
La punta de les canyes es doblega cap al sòl. A nivell del mateix nus, les branques són sensiblement de la mateixa mesura. Fulles de mesures variables: 10 a 25 cm.

## Exigències
Calor estival.

## Utilitzacions
A part de les seves qualitats ornamentals, s'utilitza molt en artesania. Amb els troncs tallats al llarg en làmines es teixeixen pannells per a usos molt variats.

## Ús
Decoratiu, utilitari i bona resistència al fred (-10 °C) per a un bambú de zona tropical.